# Criolls indoportuguesos

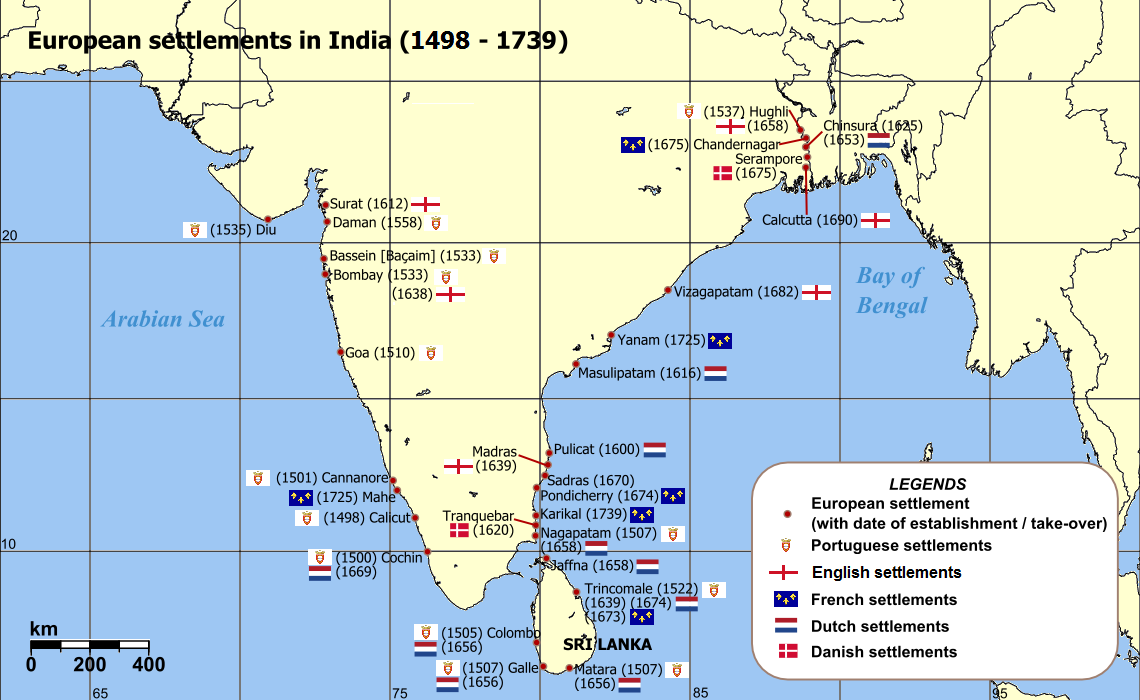
Assentaments europeus a l'actual Índia i Sri Lanka entre 1501 i 1739.

Els criolls indoportuguesos són les diverses llengües criolles parlades a l'Índia i a Sri Lanka que van tenir una substancial influència del portuguès en la gramàtica o lèxic. Es van originar en les antigues colònies de Portugal a aquesta regió. L'Ethnologue va relatar l'existència de prop de 5000 parlants natius durant l'any de 2006.

## Criolls indoportuguesos

### Parlats actualment
- Crioll de Sri Lanka
- Língua da casa
- Língua dos velhos
- Crioll de Korlai
- Indoportuguès de Cannanore

### Extints
- Indoportuguès de Bombai
- Indoportuguès de Cochin
- Indoportuguès de Mangalore
- Indoportuguès de Costa de Coromandel
- Indoportuguès de Bengala
- Indoportuguès de Quilom
- Indoportuguès de Tellicherry